# 魯薩烏卡湖 (波茲南)
52°25′36″N 16°52′43″E / 52.42667°N 16.87861°E

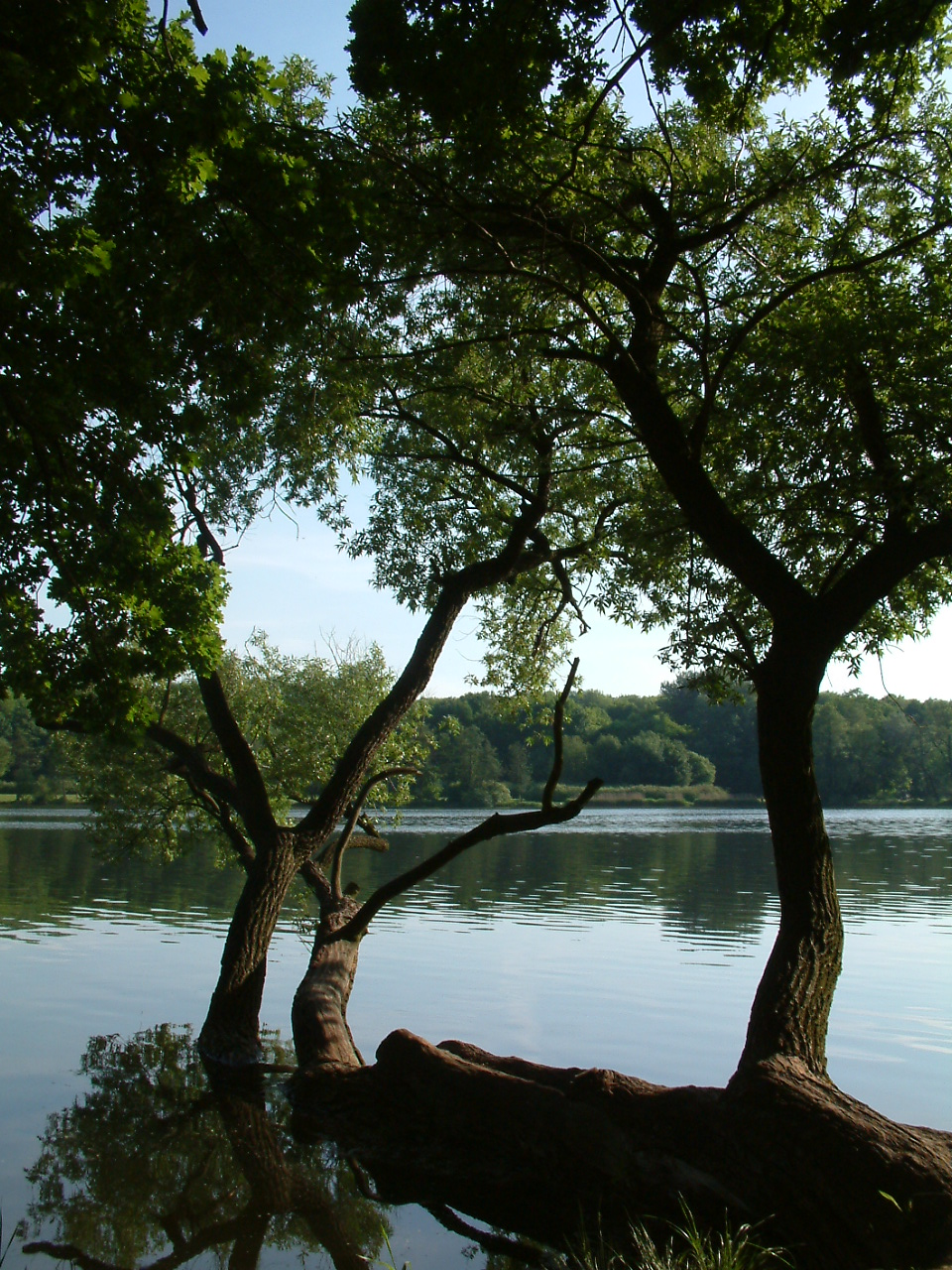

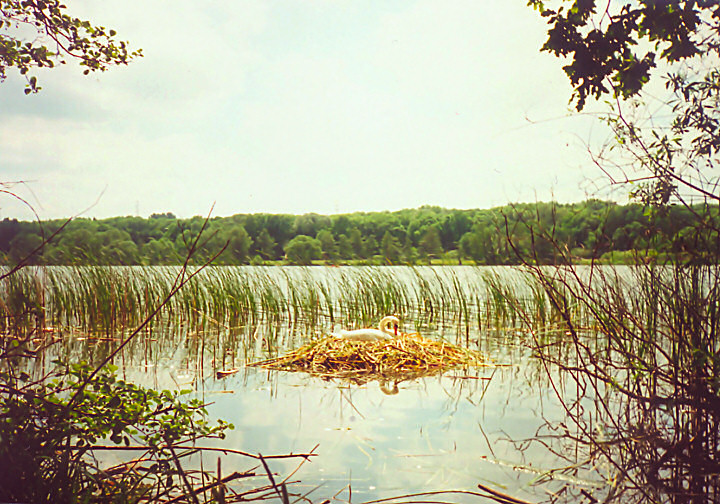

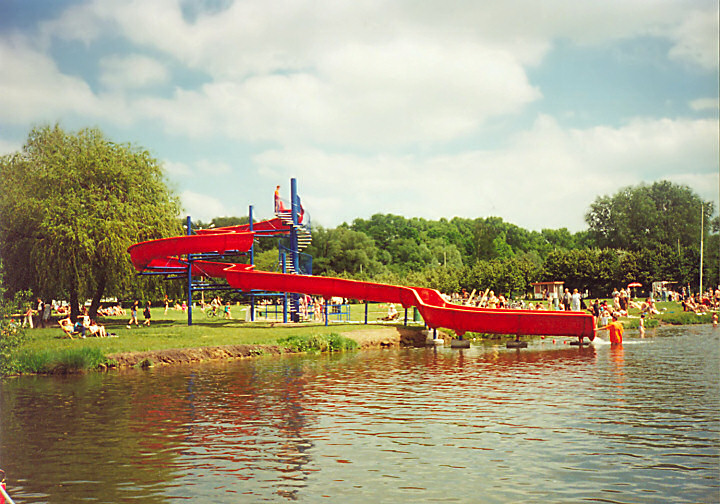

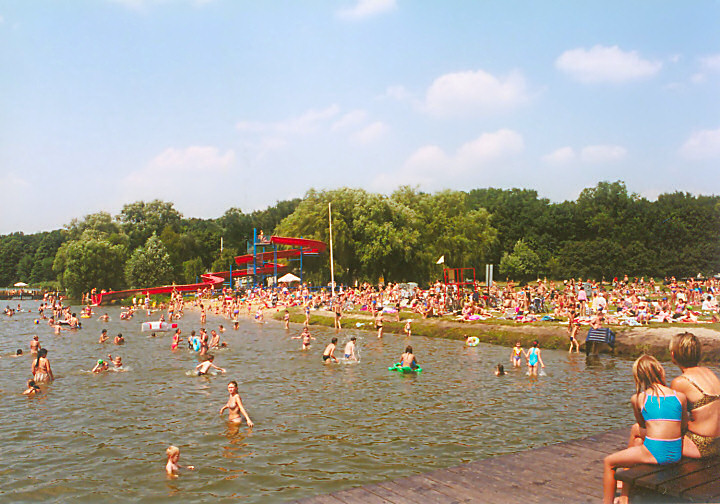

魯薩烏卡湖是波蘭的人工湖泊，位於該國中西部大波蘭省，處於波茲南，落成於1943年，面積0.4平方公里，平均水深1.9米，最大水深9米，湖岸線3.3公里，蓄水量69.7萬立方米。